# Кандаль, Анри де Ногаре де Лавалет
Анри де Ногаре де Лавалет (фр. Henri de Nogaret de La Valette; 1591, Сент — 11 февраля 1639, Казале-Монферрато), называемый де Фуа, герцог де Кандаль, пэр Франции — французский генерал.

## Биография
Сын Жана-Луи де Ногаре де Лавалета, герцога д’Эпернона, и Маргерит де Фуа, графини де Кандаль и д'Астарак.
Граф де Кандаль, капталь де Бюш. По условиям брачного контракта его родителей Анри, как старший сын, принял имя и герб дома Фуа и титуловался графом де Кандалем.
Королевским постановлением, принятым 17 сентября 1596 в Монсо и зарегистрированным парламентом 23 мая 1597, был назначен наследником своего отца а должностях губернатора и генерального наместника Ангумуа, Сентонжа, Они и Лимузена.
В 1611 году женился на Анн де Альвен (ум. 1641), маркизе де Меньеле, дочери Флоримона де Альвена, маркиза де Пьенна и де Меньеле, и Клод-Маргерит де Гонди. По этому случаю Людовик XIII жалованной грамотой, данной в феврале 1611 и зарегистрированной парламентом 18 марта того же года, снова возвел землю Альвен в ранг герцогства-пэрии под именем Кандаль. Брак был неудачным и спустя несколько лет по общему согласию был признан недействительным. В 1620 году Анн д'Альвен вышла вторым браком за Шарля де Шомберга.
К 1612 году герцог де Кандаль был дворянином Палаты короля, владел всей собственностью дома де Фуа, приносившей 80 000 ливров ренты «в лучших землях», герцогством Эпернон, графством Монфор и 50 000 ливрами различных рент, кроме этого король обещал предоставить Анри должность маршала Франции по мере приобретения им военного опыта.
В 1612 году, «соблазненный дурными советами», покинул отца и отправился к императорскому двору.
В 1613 году предложил свои услуги великому герцогу Тосканскому, снаряжавшему корабли для борьбы с турками. 2 апреля отправился из Чивитавеккьи с флотилией адмирала Ингерами из шести галер ордена Святого Стефана, «предназначенной для атаки значительной крепости в Карамании».
Адмирал рассчитывал на внезапность нападения, но на подходе к порту Аглиман (Селевкия) был обнаружен турецкой галерой, немедленно оповестившей османский гарнизон о приближении христиан. По словам секретаря Пинара, атаку собирались отменить, но герцог вызвался возглавить высадку. Десант был разделен на четыре группы: одна должна была провести эскаладу, еще одна, во главе с самим Кандалем, подорвать крепостные ворота. В двадцати шагах от цели неприятель «приветствовал его градом мушкетных пуль в лоб, с фланга и в хвост», после чего атакующие пытались спастись бегством к кораблям, но герцог ободрил своих людей. Матросы побросали петарды и бросились бежать; Кандаль их остановил, собрал взрывчатку, которую поручил наиболее храбрым и преданным людям.
Продвинувшись к Аглиману, он отразил отряд, вышедший из города. Готовясь заложить петарду, герцог узнал, что к нему движется отряд из трехсот мушкетеров. Оставив часть людей сторожить петарду, Кандаль направил остальных навстречу противнику, которого принудил к отступлению. Взрыв проделал отверстие, достаточное для прохода троих человек. Первым вступив в город, герцог с такой же легкостью овладел следующими воротами, после этого турецкий гарнизон отступил за стену, в башни и за баррикады. После четырехчасового боя 16 мая город был взят, разграблен и сожжен флорентийцами.
Вернувшись в 1614 году во Францию, герцог де Кандаль стал первым дворянином Палаты короля и 24 апреля принес в парламенте присягу в качестве пэра.
В том же году принял сторону недовольных принцев, начавших гражданскую войну, а затем обратился в кальвинизм на ассамблее церквей Севенн и Грезиводана, собравшейся в январе 1616 в Алесе. По сведениям Пинара, обращение произошло раньше, поскольку на кальвинистской ассамблее в Ниме в 1615 году Кандаль был провозглашен генералом Севенн. В 1618 году вернулся в католицизм.
После возобновления военных действий в Нидерландах в 1621 году поступил на службу к принцу Оранскому в качестве командира пехотного полка. 2 августа 1622 прибыл в Берг, осажденный маркизом Спинолой, и отметился во всех атаках, в которых участвовал. Тогда же отказался от губернаторства в Ангумуа, Сентонже и Они.
В 1624 году командовал венецианскими войсками в Вальтеллине, в 1630-м стал венецианским генералом пехоты (он командовал пехотным полком на службе республике); при атаках венецианских квартир в Вильбонне и Мезинго только его части держались стойко, а остальные войска обратились в бегство, не выдержав первого же натиска.

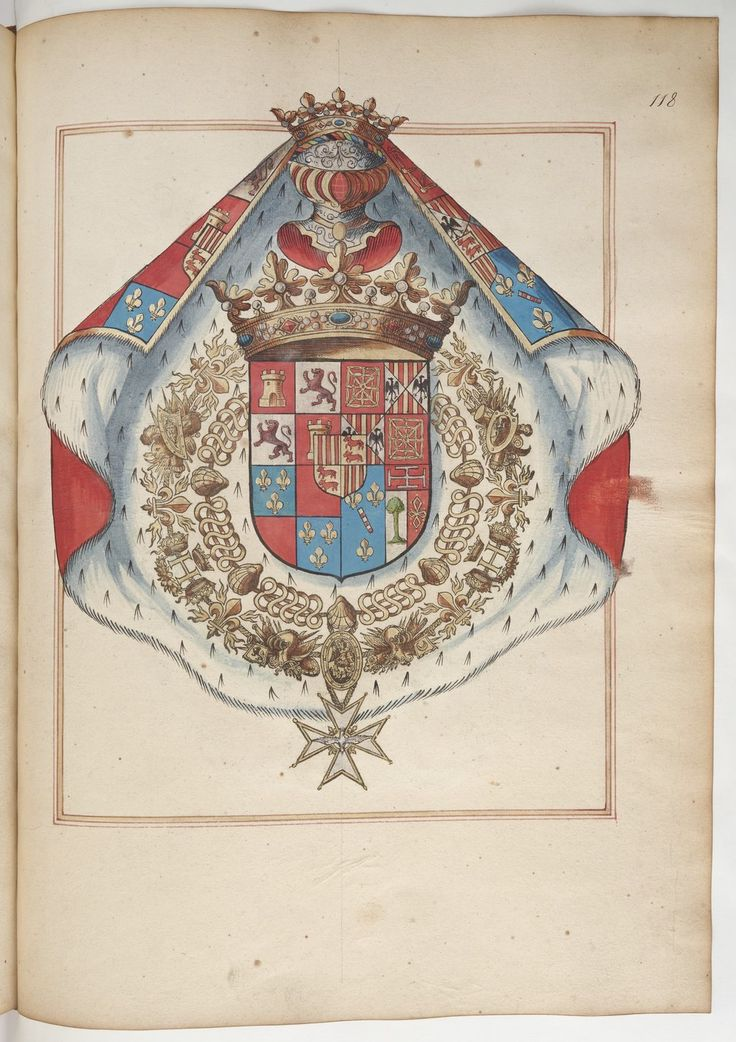
Герб Анри де Ногаре де Лавалета

14 мая 1633 был пожалован в рыцари орденов короля, но, недовольный тем, что не получил маршальского жезла, и раздраженный кардиналом Ришельё, снова уехал в Венецию, где был назначен главнокомандующим. Брат Анри кардинал де Лавалет добился его примирения с первым министром и герцог вернулся во Францию.
Патентом от 8 сентября 1634 набрал пехотный полк своего имени, распущенный в следующем году. 11 декабря 1636 был назначен генерал-лейтенантом Гиеньской армии под началом своего отца герцога д'Эпернона и брата герцога де Лавалета.
Генерал-лейтенант в Пикардийской армии под началом своего брата кардинала де Лавалета (9.04.1637). В ходе кампаний 1637—1638 годов вместе с братом взял Ла-Капель, затем овладел Като-Камбрези, Ландреси, Мобёжем, Бомоном и Сольром. 9 апреля 1638 вместе с кардиналом Лавалетом переведен в Италию, став заместителем командующего Итальянской армией. 2 июня 1638 помог кардиналу овладеть двумя редутами у Верчелли и перебросить в город две тысячи человек подкрепления.
Умер в начале следующего года в Казале, «имея репутацию великого капитана». Куртуазный титул герцога де Кандаля позднее носил племянник Анри Луи-Шарль-Гастон де Ногаре де Лавалет.

## Комментарии
1. ↑  Эта операция была описана в изданной в том же году реляции (Relazione della presa della fortezza, e porto di Seleucia, detta Agliman, in Caramania, e di due galere capitane, & altri vasselli turcheschi. Fatta da sei galere della religione di Santo Stefano il giorno dell' ascensione 16. di maggio 1613. — Firenze, Bologna, 1613  Архивная копия от 31 августа 2021 на Wayback Machine), затем в 1632 году Лаоником Халкондилом в «Истории упадка Греческой империи» (Chalkondyles L. L'histoire de la decadence de l'Empire Grec. P.: Claude Sonnius, 1632, pp. 922—924  Архивная копия от 31 августа 2021 на Wayback Machine) и Дэвидом Джонсом во втором томе «Полной истории турок» в 1701 году (Jones D. A Compleat History of the Turks: From Their Origin in the Year 755, to the Year 1701. Vol. II. — L.: 
Издатель	A. Bell and E. Harris, 1701, 1701, p. 77  Архивная копия от 31 августа 2021 на Wayback Machine)
2. ↑  По словам отца Ансельма, он был генералом на Терраферме и оставался на венецианской службе более восьми лет (Père Anselme, III, p. 857)
3. ↑  Пинар называет его командующим Итальянской армией и на основании этого относит к придуманной им категории «командармов» (commandant d'armée), стоявших рангом выше маршалов, но виконт де Ноай указывает, что герцог де Кандаль был заместителем своего брата-кардинала (Noailles, p. 391)